# Семенко, Дейв
Дейв Семенко (англ. David John Semenko, 12 июля 1957, Виннипег — 29 июня 2017, Эдмонтон) — канадский хоккеист и спортивный агент. Выступал за «Брэндон», «Эдмонтон», «Хартфорд» и «Торонто», обладатель Кубка Стэнли (1984, 1985).

## Биография
Начинал играть в хоккей в «Брэндон Уит Кингз». В 1977 году был выбран 25-м в общем зачёте клубом «Миннесота Норт Старз».
По обмену попал «Эдмонтон Ойлерз» и выступал за этот клуб с 1977 по 1986 год (в 1979 году перейдя с «Ойлерз» в НХЛ). В НХЛ провёл 575 матчей, в Кубке Стэнли — 73, и дважды его выигрывал. Выполнял на льду роль тафгая. Суммарно за карьеру он получил 1 175 минут штрафа.
Участник трёхраундового показательного боя с Мохаммедом Али (12 июня 1983 года). К этому времени Али уже ушёл из профессионального спорта, официально поединок закончился вничью, но считается, что Али просто играл с Семенко.
В 1986 году Семенко стал выступать за «Хартфорд», а завершил игровую карьеру в сезоне 1987/88 в «Торонто». По завершении выступлений Семенко стал радиокомментатором матчей «Ойлерз», был помощником тренера «Ойлерз» в сезоне 1996—1997. Затем работал в команде спортивным агентом (1997—2015).
Умер от онкологического заболевания — рака печени и поджелудочной железы.

## Оценки современников
многие фанаты, с которыми мне приходилось общаться, никак не могли понять, почему Уэйна Гретцки никогда не атаковали или не притесняли на льду. Им казалось, что НХЛ издала положение, по которому против Уэйна нельзя было играть жёстко, потому что он был настоящей звездой лиги — а он и вправду ей был.

Но НХЛ никогда не вводила такого правила. Этим правилом был Дэйв Семенко.— Дон Черри